# Rossie Harris
Richard Ross Harris, meglio conosciuto come Rossie Harris e Ross Harris (Ventura, 13 marzo 1969), è un attore e musicista statunitense.

## Biografia

### Carriera come attore
Nato il 13 marzo 1969 a Ventura, in California, Harris ha iniziato a recitare come attore bambino dall'età di sei anni. Durante gli anni '70 ha recitato in più di 100 spot commerciali. Nel 1979, all'età di dieci anni, venne scelto per interpretare il ruolo di Joey nel film satirico L'aereo più pazzo del mondo. Nel 1983, nel film  Testament viene la sua interpretazione più impegnativa, questa volta in un ruolo drammatico, quella di un ragazzo che in una piccola cittadina di provincia si trova a dover affrontare con la madre e i fratelli le tragiche conseguenze di un attacco nucleare. Per questo riceve la nomination al Young Artist Award nella categoria più prestigiosa, quella di attore protagonista.
Harris lavora soprattutto alla televisione, dove partecipa a diverse serie come Love Boat, CHiPs, La casa nella prateria, Cuore e batticuore, T.J. Hooker e molte altre.
Nel marzo 1985 sostituisce Chad Lowe nel ruolo da protagonista nella sitcom della NBC Spencer.

### Carriera musicale
Negli anni '90 Harris faceva parte della band californiana Sukia. Prendendo il nome dall'omonimo fumetto italiano classificato come X, Sukia si è distinta per i loro folli e spesso perversi spettacoli dal vivo, dove a volte era presente un sassofonista nudo. Sukia ha girato il mondo con artisti come Beck e Stereolab, e successivamente ha pubblicato nel 1997 un album con la neonata etichetta Nickel Bag Records. L'album, Contacto Espacial con el Tercer Sexo (Space Contact with the Third Sex), è stato prodotto dai Dust Brothers e Jerry Finn.
Dopo lo scioglimento della band, Harris fondò DJ Me DJ You con Craig Borrell, anch'egli membro dei Sukia. Hanno pubblicato due dischi, Rainbows and Robots (2000) su Emperor Norton Records e Can You See The Music (2003) su Eenie Meenie Records.

### Vita privata
Nel 1990 ha sposato Terri Lynn Baker e vive con lei e i due figli nel sud della California.

## Filmografia

### Cinema
- Un altro uomo, un'altra donna (Un autre homme, une autre chance), regia di Claude Lelouch (1977)
- L'aereo più pazzo del mondo (Airplane!), regia di Jim Abrahams, David Zucker e Jerry Zucker (1980)
- Testament, regia di Lynne Littman (1983)
- Homesick, regia di Johanna Demetrakas - cortometraggio (1988)
- Zapped! Il college più pazzo (Zapped Again!), regia di Doug Campbell (1990) Uscito in home video
- Kill the Moonlight, regia di Steve Hanft (1994)
- Southlander: Diary of a Desperate Musician, regia di Steve Hanft (2001)
- Richie Ramone: Criminal, regia di Steve Hanft - cortometraggio (2013) Uscito in home video

### Televisione
- Il miracolo di Natale (Christmas Miracle in Caufield, U.S.A.), regia di Jud Taylor – film TV (1977)
- Quando il grano è maturo (Amber Waves), regia di Joseph Sargent – film TV (1980)
- Sorrisi e litigi (United States) – serie TV, 5 episodi (1980)
- La casa nella prateria (Little House on the Prairie) – serie TV, episodio 7x14 (1981)
- The Big Stuffed Dog, regia di Robert Fuest – film TV (1981)
- CHiPs – serie TV, 1 episodio (1981)
- Fuoco sulla montagna (Fire on the Mountain), regia di Donald Wrye – film TV (1981)
- Codice rosso fuoco (Code Red) – serie TV, 1 episodio (1982)
- T.J. Hooker – serie TV, 1 episodio (1982)
- Cuore e batticuore (Hart to Hart) – serie TV, 1 episodio (1982)
- Incubo dietro le sbarre (In the Custody of Strangers), regia di Robert Greenwald – film TV (1982)
- Voyagers! - Viaggiatori del tempo (Voyagers!) – serie TV, 1 episodio (1982)
- CBS Children's Mystery Theatre – serie TV, 1 episodio (1982)
- Due amori diversi (Two Kinds of Love), regia di Jack Bender – film TV (1983)
- ABC Weekend Specials – serie TV, 1 episodio (1984)
- Love Boat (The Love Boat) – serie TV, 1 episodio (1984)
- Spencer – serie TV, 7 episodi (1985)
- Mercedes-Benz - 100 Jahre Mercedes-Benz, regia di Michael Pfleghar – film TV (1986)
- The Penalty Phase, regia di Tony Richardson – film TV (1986)
- Disneyland – serie TV, 2 episodi (1982-1987)
- Top Kids, regia di Michael Pfleghar – film TV (1987)
- CBS Schoolbreak Special – serie TV, 1 episodio (1988)
- Paradise – serie TV, 1 episodio (1988)
- Wilder Westen inclusive – miniserie TV (1988)

## Riconoscimenti
- 1981 – Young Artist Award
  - Nomination Best Young Comedian per L'aereo più pazzo del mondo
  - Nomination Best Young Actor – TV Special per Quando il grano è maturo

- 1983 – Young Artist Award
  - Nomination Best Young Actor, Guest on a Series per Cuore e batticuore

- 1985 – Young Artist Award
  - Nomination Best Young Actor in a Motion Picture – Musical, Comedy, Adventure or Drama per Testament

- 1989 – Young Artist Award
  - Nomination Best Young Actor in a Special, Pilot, Movie of the Week or Mini-Series per CBS Schoolbreak Special (episodio "Home Sweet Homeless")